# حثل شحمي مرتبط بفيروس العوز المناعي البشري
الحثل الشحمي المرتبط بفيروس العوز المناعي البشري (بالإنجليزية: HIV-associated lipodystrophy) هو مرض جلدي يمتاز بفقدان دهون تحت الجلد من مناطق عدة من الجسم مثل الوجه والأليتين والذراعين والرجلين. هذا المرض مرتبط بالإصابة بفيروس العوز المناعي البشري.
بالمقابل هنالك تراكم للدهون في أجزاء أخرى من الجسم مثل أعلى الظهر مما يعطي مظهرا شبيها بسنام الجاموس. كما تحدث زيادة في حجم الثديين عند الرجل والمرأة على حد سواء، بالإضافة لظهور بدانة في منطقة البطن (أو ما يدعى بالكرش).
أسباب الإصابة بهذا المرض غير واضحة تماما، لكن يعتقد أن السبب يعود لاستخدام مضادات الفيروسات القهقرية، لكن يعتقد أيضا أن الإصابة بهذا المرض تعود لعدوى فيروس العوز المناعي البشري وفي غياب العلاج بمضادات الفيروسات القهقرية.
إن أعراض الحثل الشحمي لا تزول في حالة إيقاف استخدام مثبطات البروتياز.